# Thomas Kozhimala

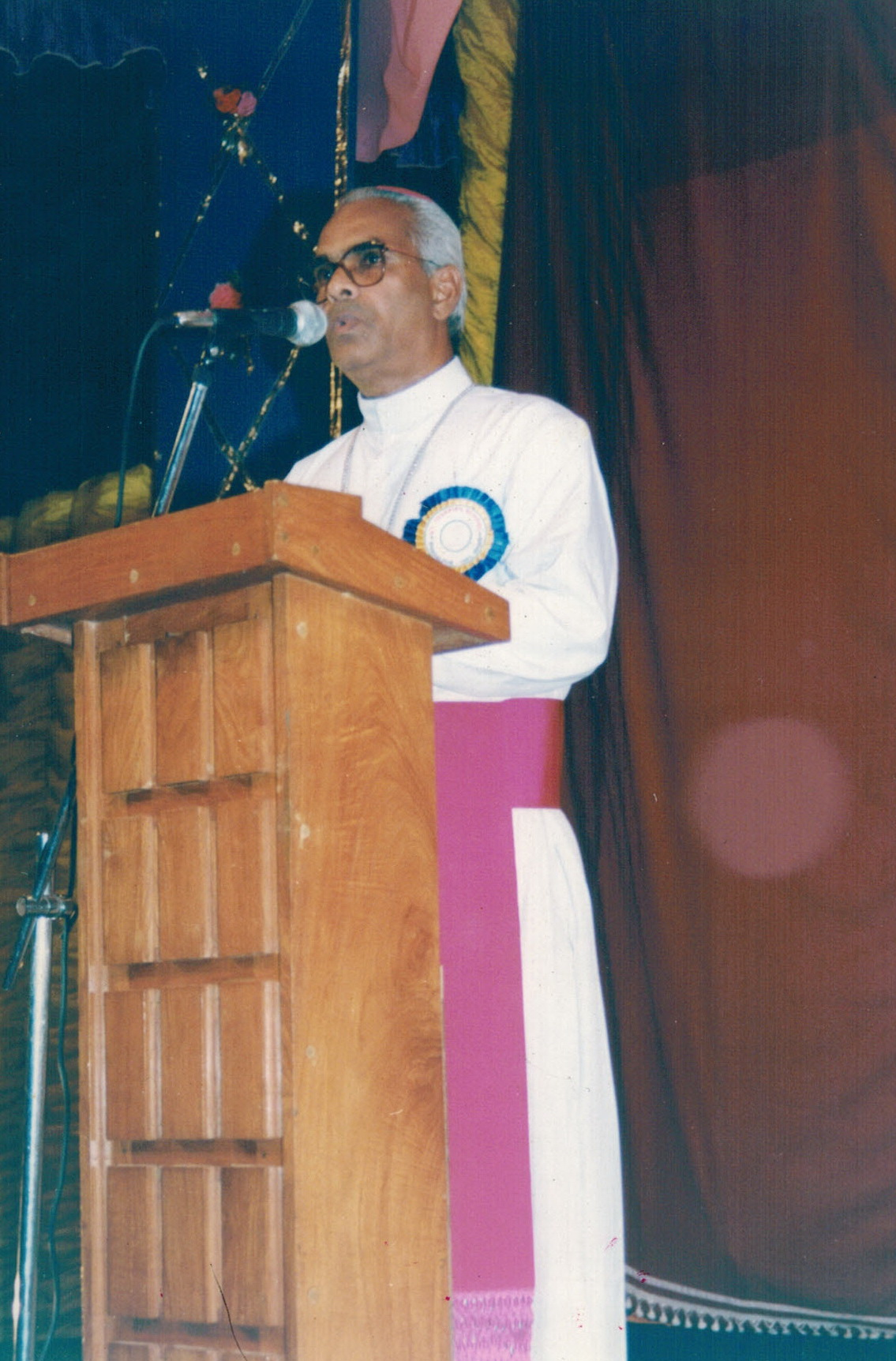
Thomas Kozhimala

Thomas Kozhimala (* 9. Dezember 1939 in Kanjirapally; † 1. Juni 2005) war römisch-katholischer Bischof von Bhagalpur.

## Leben
Thomas Kozhimala wurde am 17. Oktober 1970 zum Priester geweiht. Am 14. Juni 1996 wurde er durch Papst Johannes Paul II. zum Bischof von Bhagalpur ernannt. Der Erzbischof von Ranchi Telesphore Placidus Kardinal Toppo  persönlich weihte ihn am 7. Oktober desselben Jahres zum Bischof; Mitkonsekratoren waren Benedict John Osta SJ, Erzbischof von Patna und Michael Minj SJ, Bischof von Gumla.
Im Alter von 65 Jahren starb er am 1. Juni 2005.